# Stephan Hocke
Stephan Hocke, nemški smučarski skakalec, * 20. oktober 1983, Suhl, Nemčija.  
Hocke se je po zaslugi dobrih rezultatov v  2001/02 uvrstil v nemško ekipo za olimpijske igre v Salt Lake Cityju. Tam je ekipa osvojila zlato medaljo na veliki skakalnici, 0,1 točke pred  Finsko.
Sedaj večinoma nastopa v kontinentalnem pokalu, občasno pa dobi priložnost v svetovnem.  

## Dosežki

### Zmage
Stephan Hocke ima eno zmago za svetovni pokal:
| Sezona  | Država/Prizorišče |
| ------- | ----------------- |
| 2001/02 | Engelberg         |